# Facteur de bruit
Le facteur de bruit (noise figure ou noise factor en anglais) d'un dispositif électronique quelconque, actif ou passif, quantifie la dégradation relative du rapport signal sur bruit entre sa sortie et son entrée, et ce en prenant comme hypothèse que la température ambiante est de 290 K, donc que le bruit de fond en entrée est un bruit thermique correspondant à cette température de référence de 290 K. Autrement dit, le facteur de bruit est défini comme le quotient des rapports signal sur bruit en entrée et en sortie de ce même dispositif quand le bruit en entrée est un bruit thermique à la température normalisée To=290 K.
Le facteur de bruit est généralement noté F.

## Description
En particulier, dans le cas d'un récepteur radioélectrique supposé linéaire, on compare la puissance de bruit à la sortie à celle que l'on aurait s'il n'y avait dans ce récepteur aucune source de bruit autre que celles qui existent dans l'impédance extérieure connectée à l'entrée, supposées à une température spécifiée, habituellement 290 K. Il s'agit donc d'une mesure de performance du récepteur.

## Formulation
Le facteur de bruit d'un quadripôle quantifie la dégradation relative du rapport signal sur bruit qu'il apporte quand le bruit en entrée est un bruit thermique à la température normalisée To=290 K, bruit que l'on note habituellement No. Le facteur de bruit est donné par :
{\displaystyle F={\frac {{S/No}_{entr{\acute {e}}e}}{{S/N}_{sortie}}}} où {\displaystyle \displaystyle {S/N}} est le rapport signal sur bruit (Signal to Noise ratio).
Si, comme c'est fréquemment le cas, les rapports signal sur bruit sont exprimés en décibels, le quotient F prend alors la forme d'une différence de valeurs en dB.
Le facteur de bruit exprimé en dB est appelé Noise Figure en anglais, et noté NF. 
La puissance du bruit thermique No en entrée est donnée par la formule de Boltzmann : No=k.To.B où B est la bande passante du dispositif considéré, k la constante de Boltzmann et To=290 K. Comme le bruit thermique est considéré comme blanc aux fréquences usuelles, sa densité spectrale de puissance est k.To.
La densité spectrale de puissance du bruit thermique en entrée d'un récepteur chargé par une résistance à la température de 290 K est de −174 dBm/Hz. Par exemple, si un récepteur a une bande passante de 10 kHz, il reçoit de la charge une puissance 40 dB supérieure, soit −134 dBm, puissance que l'on peut aisément convertir en tension sous 50 ohms.
Un dispositif électronique non bruyant a un facteur de bruit de 1, soit 0 dB. S'il engendre du bruit, alors son facteur de bruit est supérieur à 1.
Les éléments électroniques passifs donc atténuants (exemple : atténuateur) ont un facteur de bruit égal à leur atténuation.

## Facteur de bruit d'une cascade de quadripôles
Lorsque plusieurs éléments électroniques sont mis en cascade, le facteur de bruit total (en linéaire) est donné par la formule de Friis :
{\displaystyle F=F_{1}+{\frac {F_{2}-1}{G_{1}}}+{\frac {F_{3}-1}{G_{1}G_{2}}}+{\frac {F_{4}-1}{G_{1}G_{2}G_{3}}}+\cdots +{\frac {F_{n}-1}{G_{1}G_{2}G_{3}\cdots G_{n-1}}}}
où {\displaystyle \displaystyle {F_{n}}} est le facteur de bruit (linéaire et non en dB) du {\displaystyle n}e élément et {\displaystyle \displaystyle {G_{n}}} le gain (linéaire et non en dB) du  {\displaystyle n}e élément.
La formule nous indique que c'est le facteur de bruit du 1er élément de la chaîne qui détermine en grande partie le facteur de bruit total. C'est notamment pour cette raison que l'on utilise un amplificateur faible bruit en premier étage des chaînes de réception de signaux faibles. Ceci permet de récupérer un signal de niveau suffisant sans trop dégrader le rapport signal sur bruit, généralement faible en entrée de la chaîne.
En réception radioélectrique, le signal en entrée de la chaîne de réception est fourni par une antenne qui capte également un rayonnement thermique (au minimum le rayonnement thermique fossile de l'univers) donc du bruit. Pour les calculs, l'antenne est alors assimilée à une charge adaptée fictive portée à la température {\displaystyle {T_{a}}} fournissant la même puissance de bruit thermique que le rayonnement capté par l'antenne réelle. Cette température {\displaystyle {T_{a}}} est appelée température d'antenne mais ce n'est pas la température thermodynamique de l'antenne elle-même.
Dans les systèmes hétérodynes, la puissance de sortie associée au bruit inclut les contributions aléatoires des fréquences-images venant de la transformation. Cependant, la fraction attribuable au bruit thermique à l'entrée inclut seulement la partie apparaissant dans la sortie via la transformation principale et non celle qui apparaît dans la transformation de la fréquence image.

## Lien entre facteur de bruit et température équivalente de bruit
Le facteur de bruit et la température équivalente de bruit d'un dispositif électronique sont reliés par la formule suivante :
{\displaystyle F=1+{\frac {T_{e}}{T_{0}}}}